# كأس إسكتلندا 2008–09
كأس اسكتلندا 2008–09 (بالإنجليزية: 2008–09 Scottish Cup)‏ هو موسم من كأس اسكتلندا. كان عدد الأندية المشاركة فيه 82، وفاز فيه نادي رينجرز.